# پادگان پیرانشهر
پادگان پیرانشهر، روستایی از توابع بخش مرکزی شهرستان پیرانشهر در استان آذربایجان غربی ایران است.

## جمعیت
این روستا در دهستان پیران قرار دارد و براساس سرشماری مرکز آمار ایران در سال ۱۳۸۵، جمعیت آن ۵۸۹ نفر (۱۶۰خانوار) بوده‌است.